# Марков, Вальтер
Вальтер Карл Хьюго Марков при рождении — Вальтер Карл Хьюго Мулек (нем. Walter Markov ; 5 октября 1909, Грац, Австро-Венгрия — 3 июля, 1993, Мюленбеккер-Ланд) — немецкий историк, педагог, профессор (с 1948), доктор наук, член Академии наук ГДР в Берлине (с 1961), директор Института истории нового времени (с 1951) при Лейпцигском университете (ГДР). Антифашист. Лауреат Национальной премии ГДР в области науки и техники.

## Биография
Предками Маркова по отцовской линии были словенцы из Нижней Штирии. Вместе с родителями жил в Любляне. Во время Первой мировой войны в 1915 году семья вернулась в Грац, где он учился в частной школе. Получив стипендию общества Густава-Адольфа с 1927 года изучал историю, географию, славистику, историю религии, философию и востоковедение в университетах Лейпцига, Бонна, Кёльна, Берлина и Гамбурга. В 1934 году получил докторскую степень.
Стал научным сотрудником семинара по востоковедению и библиотекарем в Историческом институте Боннского университета.
Активный участник борьбы против фашистской диктатуры, основал в Бонне студенческую группу сопротивления и вступил в запрещённую Компартию Германии.
Преследовался властями, провёл 10 лет (1935—1945) в нацистских тюрьмах, в том числе восемь лет в одиночной камере, и концлагерях. После окончания Второй мировой войны тщетно пытался устроиться на работу в Бонне. Из-за отсутствия перспектив в 1946 году переехал в Лейпциг.
С 1948 по 1974 год — профессор современной истории в Университете Карла Маркса в Лейпциге.
В декабре 1989 г. стал членом Партии демократического социализма.

## Научная деятельность
Ряд исследований Маркова касается истории южных славян и международных отношений на Балканах. Другим предметом изысканий Маркова является французская буржуазная революция конца XVIII века, преимущественно история массовых народных движений и деятельность представителей интересов народных низов — Бабёфа, Жака Ру, Робеспьера и др.
Под редакцией и при участии Маркова в ГДР издано несколько сборников («Maximilien Robespierre 1758—1794», В., 1961; «Jakobiner und Sansculotten», В., 1956; «Sansculotten von Paris…», В., 1957, и др.), посвященных этим проблемам.
В. Марков разрабатывал также актуальные проблемы исторического развития народов Азии, Африки и Латинской Америки, уделяя особое внимание разоблачению колониальной экспансии капиталистических держав и изучению движущих сил национально-освободительного движения.

## Память
- Его именем названа одна из улиц Лейпцига — Вальтер-Марков-Ринг.
- В 1994 году была учреждена Премия имени Вальтера Маркова в области истории.